# Computer-on-module
Een computer-on-module (COM) is een type singleboardcomputer die is ontworpen om te worden ingeplugd in een hoofdsysteem of backplane als systeemuitbreiding.
De computer-on-module is een extensie van een system-on-a-chip en system-in-package, en ligt tussen een volledige computer en microcontroller in.

## Ontwerp
COMs zijn complete ingebedde systemen op een enkele printplaat. Het ontwerp draait om een microprocessor met geheugen, invoer/uitvoer-controllers, en andere mogelijkheden die nodig zijn om een functionele computer te zijn op het bord. In tegenstelling tot een singleboardcomputer ontbreken bij een COM vaak standaard connectors voor invoer/uitvoer om randapparatuur direct te koppelen aan het bord.
Een COM is vaak gekoppeld op een draagbord waarmee de databus wordt uitgebreid naar standaard connectie voor randapparatuur.
Een computer-on-module biedt een computersysteem in een relatief klein formaat, en kan worden gebruikt in kleine of gespecialiseerde toepassingen waarbij een laag energieverbruik of klein formaat noodzakelijk is voor ingebedde systemen.
Veelgebruikte toepassingen zijn voor industriële automatisering, autotechniek, medisch, robotica en detailhandel.